# Hugo Gastulo
Alejandro Hugo Gastulo Ramírez (Lima, 1957. március 28. –) válogatott perui labdarúgó, hátvéd.

## Pályafutása

### Klubcsapatban
1977 és 1987 között az Universitario, 1988-ban az AELU labdarúgója volt. Az Universitario csapatával három bajnoki címet szerzett.

### A válogatottban
1979 és 1985 között 21 alkalommal szerepelt a perui válogatottban. Részt vett az 1982-es spanyolországi világbajnokságon.

## Sikerei, díjai
Universitario
- Perui bajnokság
  - bajnok (3): 1982, 1985, 1987